# Tanz der Dinge
 (novembre 2015).
Si vous disposez d'ouvrages ou d'articles de référence ou si vous connaissez des sites web de qualité traitant du thème abordé ici, merci de compléter l'article en donnant les références utiles à sa vérifiabilité et en les liant à la section « Notes et références ».

Tanz der Dinge est un magazine suisse consacré au monde de la danse. Créé en 1988, il paraît à une cadence trimestrielle jusqu'en 2000. La parution devient ensuite bimensuelle et le tirage passe à 2 800 exemplaires.
Il est associé au Prix suisse de danse et de chorégraphie pour l'attribution d'un Prix de la critique "Tanz der Dinge" lors de la soirée de remise des prix.